# Serra de les Raconades
La Serra de les Raconades és una serra del municipi de Castell de Mur, al Pallars Jussà, dins del terme antic de Guàrdia de Tremp, en territori del poble de Cellers.
Està situada al sud del terme, al vessant septentrional de la Serra del Montsec. És a la part baixa del Bosc de Guàrdia, a la dreta del barranc del Bosc, a ponent de la partida de les Raconades i al sud-oest de les Feixes del Barranc del Bosc. El Pas de la Carbonera és en els contraforts nord-occidentals d'aquesta serra.